# Vedettes de Paris

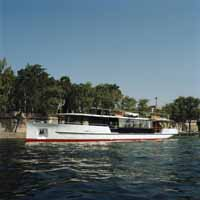
Člun společnosti

Vedettes de Paris (česky Pařížské čluny) je podnik v Paříži, který zajišťuje turistické projížďky po Seině. Společnost byla založena v roce 1976. Flotila čítá pět lodí, každá o kapacitě 250 osob.

## Činnost
Lodě dopravní společnosti vyplouvají z přístavu Port de Suffren u Eiffelovy věže a plují proti proudu řeky až za ostrov Sv. Ludvíka, kde se otáčejí a plují zpět.